# Завадовский, Юрий Николаевич
Ю́рий Никола́евич Завадо́вский (1909—1979) — советский учёный-языковед, арабист, дипломат; доктор филологических наук, старший научный сотрудник Института востоковедения АН СССР.

## Биография
Родился в Варшаве 16 октября 1909 г. в семье офицера.
В 1931 году окончил Национальную школу живых восточных языков в Париже (Франция).
В 1933—1943 — сотрудник МИД Франции.
1949—1951 — преподаватель Карлова университета в Праге. В 1951 году вернулся в СССР.
1951—1960 — научный сотрудник Института востоковедения Академии наук Узбекской ССР.
1961—1979 — научный сотрудник Института востоковедения Академии наук СССР.
Труды в области африканистики (берберологии), арабистики.

## Семья
Дочь — филолог Светлана Юрьевна Завадовская (06.12.1935 —17.02.2022).

## Основные публикации
- К вопросу о восточных словах в «Хожении за три моря» Афанасия Никитина (1466—1472 гг.) // Труды Института востоковедения Академии наук Узбекской ССР. Ташкент, 1954. Вып.3.
- Бируни А.-Р. Индия (Книга, содержащая разъяснение принадлежащих индийцам учений, приемлемых разумом или отвергаемых) / Перевод А. Б. Халидова (Введение и гл. 1-46) и Ю. Н. Завадовского (гл. 47-80); Предисл., коммент., библиогр. и указат. А. Б. Халидова и В. Г. Эрмана / Абу Рейхан Бируни (973—1048) — Ташкент: ФАН, 1963
- Завадовский Ю. Н. Арабские диалекты Магриба. — М.: Издательство восточной литературы, 1963. — 132 с. — (Языки зарубежного Востока и Африки).
- Зинджский субстрат в Северной Африке // Семитские языки. Вып. 2. Ч. I. M., 1965.
- Материалы к дискуссии «Проблемы изучения языковой ситуации в странах Азии и Африки». — М.: ГРВЛ, 1965. — 40 с. (один из авторов)
- Завадовский Ю. Н. Берберский язык. — М.: Наука (ГРВЛ), 1967. — 80 с. — (Языки народов Азии и Африки).
- Проблема языка в странах Магриба // Языковая ситуация в странах Азии и Африки. — М.: ГРВЛ, 1967.
- Внесистемная семиотика жеста и звука в арабских диалектах Магриба // Труды по знаковым системам. Тарту, 1969, т. IV.
- Марокканская литература на арабском языке // Фольклор и литература народов Африки. М., 1970.
- Литература Туниса до второй мировой войны // Фольклор и литература народов Африки. М., 1970
- Опыт анализа сложной языковой ситуации в Магрибе как некоей структуры // Проблемы изучения языковой ситуации и языковой вопрос в странах Азии и Северной Африки / Отв. ред. Л. Б. Никольский. — М.: ГРВЛ, 1970.
- Десять вопросов Беруни относительно «Книги о небе» Аристотеля и ответы Ибн Сины Архивная копия от 12 октября 2011 на Wayback Machine / Пер. Ю. Н. Завадовского (на сайте Восточная литература). (Текст воспроизведен по изданию: Беруни и Ибн Сина. Ташкент. Фан. 1973).
- Таос-Амруш Маргерит. Волшебное зерно. Сказки, легенды и песни берберов Кабилии. АН СССР. Институт Востоковедения. Ответ. ред. Ю. Н. Завадовский. М.: Наука, 1974
- Фонологическая система мероитского языка // Мероэ. (Выпуск 1). 1977.
- Анализ «Тураевской стелы» Эрмитажа // Мероэ. (Выпуск 1). 1977.
- Андре Эйлер (1924—1971) // Мероэ. (Выпуск 1). 1977.
- Рец. на: Коростовцев М. А. Религия древнего Египта. М., 1976 (Книга переиздана: СПб, 2000). (соавтор — Савельева Т. Н.) // Вестник древней истории. № 4, 1977. С. 196—205.
- О дешифровке западноливийских надписей из Марокко Архивная копия от 6 октября 2014 на Wayback Machine // Вестник древней истории. № 4, 1978. (в Реконструкции Нового Геродота).
- Завадовский Ю. Н. Тунисский диалект арабского языка / Отв. ред. Г. П. Сердюченко. — М.: Наука (ГРВЛ), 1979. — 108 с. — (Языки народов Азии и Африки). — 1300 экз. (обл.)
- Абу Али Ибн Сина. Жизнь и творчество (по таджикским, персидским и арабским рукописным источникам). Душанбе, 1980.
- Завадовский Ю. Н., Кацнельсон И. С. Мероитский язык. — М.: Наука (ГРВЛ), 1980. — 104 с. — (Языки народов Азии и Африки).
- Проблема артикля в мероитском языке // Мероэ. Выпуск 2. 1981.
- Завадовский Ю. Н. Мавританский диалект арабского языка: (Хассания). — М.: Наука (ГРВЛ), 1981. — 80 с. — (Языки народов Азии и Африки).
- Абу Али Ибн Сина. Канон врачебной науки, т. 2, перевод с арабского Ю. Н. Завадовского и С. Мирзаева, Ташкент, ФАН, 1982, 832 с.
- Завадовский Ю. Н, Смагина Е. Б. Нубийский язык. — М.: Наука (ГРВЛ), 1986. — 92, [1] с. — (Языки народов Азии и Африки).
- Абу Рейхан Бируни. Индия. Под ред. А. Б. Халидова, Ю. Н. Завадовского, В. Г. Эрмана. Репринтное воспроизведение текста издания 1963 г. — М., 1995.